# Xingtangsi
Xingtangsi (kinesiska: 兴唐寺, 兴唐寺镇) är en köping i Kina. Den ligger i provinsen Shanxi, i den norra delen av landet, omkring 180 kilometer sydväst om provinshuvudstaden Taiyuan.
Genomsnittlig årsnederbörd är 674 millimeter. Den regnigaste månaden är juli, med i genomsnitt 218 mm nederbörd, och den torraste är december, med 3 mm nederbörd.